# Seznam kamenů zmizelých ve Znojmě

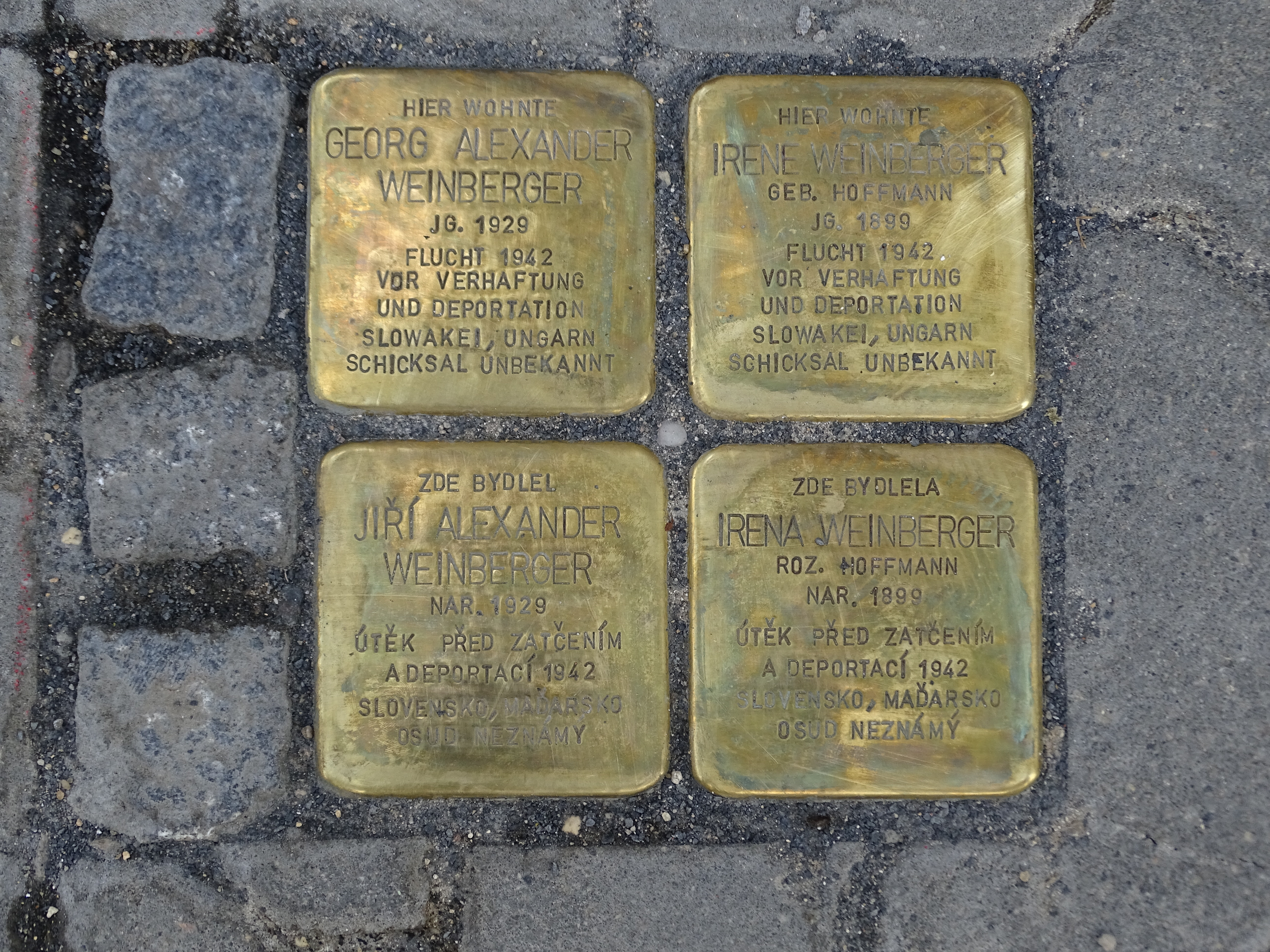
Stolpersteine pro rodinu Weinbergerových

Seznam kamenů zmizelých ve Znojmě obsahuje tzv. kameny zmizelých – respektive alternativně stolpersteine – na území města Znojmo v Jihomoravském kraji. Kameny zmizelých připomínají osud těch lidí, kteří byli nacisty deportováni, vyhnáni, zavražděni nebo dohnáni k sebevraždě.
Ve Znojmě byly kameny zmizelých poprvé položeny 4. srpna 2016 průvodcem projektu Stolpersteine, Gunterem Demnigem, pro dva členy rodiny Weinbergerových. Jistou, ne častou, zvláštností je skutečnost, že se jedná o čtyři kameny pro dvě osoby – pro každou vždy česky a německy.
Ve Znojmě žilo před válkou (1930) 675 osob židovského původu.

## Znojmo
| Obrázek | Nápis | Bydliště                                                         | Jméno, život |
| ------- | --- | ---------------------------------------------------------------- | --- |
|         | ZDE BYDLELA IRENA WEINBERGER ROZ. HOFFMANN NAR. 1899 ÚTĚK PŘED ZATČENÍM A DEPORTACÍ 1942 SLOVENSKO, MAĎARSKO OSUD NEZNÁMÝ | Rudoleckého 21 48°51′11″ s. š., 16°3′25″ v. d. položeno 4.8.2016 | Irena Weinbergerová (roz. Hoffmannová), německy Irene Weinberger roz. Hoffmann, narozena 13. dubna 1899 v Budapešti, byla manželkou Bedřicha Weinbergera, syna představitele významné znojemské rodiny Alfreda Weinbergera, zakladatele kožedělné továrny ve Znojmě. Ve Vídni se jim 1929 narodil syn Jiří Alexander. Zatímco velká část Weinbergerových v důsledku Mnichovské dohody kolem roku 1938 emigrovala, zůstala Irena Weinbergerová se synem ve Znojmě, údajně v důsledku jejího vztahu s jedním důstojníkem československé armády. Po roce 1940 je jejich osud neznámý. Očividně se pokusila před hrozící deportací do koncentračního tábora uprchnout se svým synem Jiřím Alexandrem přes Slovensko a Maďarsko, zde však jejich stopa v roce 1942 končí. Po válce byla Irena Weinbergerová – jako i její syn Jiří Alexander Weinberger – prohlášena za mrtvou. |
|         | ZDE BYDLEL JIŘÍ ALEXANDER WEINBERGER NAR. 1929 ÚTĚK PŘED ZATČENÍM A DEPORTACÍ 1942 SLOVENSKO, MAĎARSKO OSUD NEZNÁMÝ       | Rudoleckého 21 48°51′11″ s. š., 16°3′25″ v. d. položeno 4.8.2016 | Jiří Alexander Weinberger, německy Georg Alexander Weinberger, pocházel z významné znojemské rodiny Weinbergerových. Byl synem Bedřicha Weinbergera a Ireny Weinbergerové. Jeho matka se s ním pokusila o útěk ze Znojma přes Slovensko a Maďarsko, jejich osud však není znám. Po roce 1945 byl i on – jako i jeho matka – prohlášen na mrtvého. |